# 血を吸うカメラ
『血を吸うカメラ』（ちをすうカメラ、原題：Peeping Tom）は、イギリスのホラー映画兼サイコスリラー映画。本作をカルト映画に分類する向きもある。公開は1960年。監督は『赤い靴』、『ホフマン物語』で知られるマイケル・パウエル。
本作品はしばしば、ほぼ同時期に発表された映画『サイコ』と比較される。『サイコ』が「殺害される人間の恐怖」を表現しているのに対し、血を吸うカメラでは「殺戮を行う側の心理」を表現している。また、この作品は人間の目から見たカメラ視点が特徴である。
性的・暴力的な内容から、公開当時はメディアや評論家から酷評を浴び、イギリスを代表する映画作家の一人ともみられていたパウエルの名声は失墜した。パウエルはこの映画の後はほとんど映画を撮ることができないまま死去した。しかし後年になって再評価の声が高まり、本作は米国を代表する国際ニュース誌『TIME』が発表したホラー映画の歴代ベスト25に入っている 。

## ストーリー
マーク・ルイスは映画撮影所のカメラマンを務める一方、ヌード写真の撮影を副業としていた。彼は幼いころのトラウマが原因で、“覗くこと”でしか性的欲求を満たせない歪んだ性的嗜好を具有していた。その嗜好はどんどん加速し、“覗くこと”から“撮る”“見る”“見られる”という快楽追求へと昇華していき、ついには死の間際の表情を撮影することを望むようになった。

## キャスト
※括弧内は日本語吹替（テレビ版）

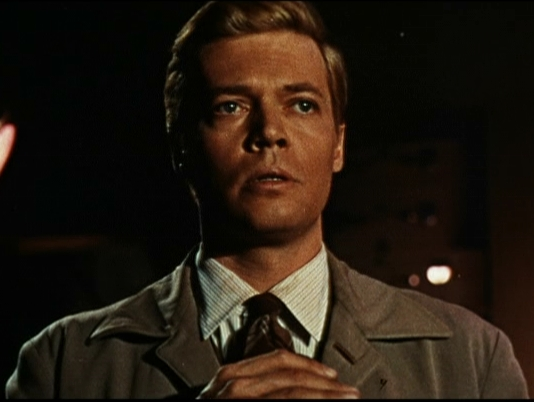
カール・ベーム

- マーク・ルイス：カール・ベーム（カールハインツ・ベーム）（田中信夫）
- ビビアン：モイラ・シアラー（小原乃梨子）
- ヘレン：アンナ・マッセイ（鈴木弘子）
- ステファン：マクシーヌ・オードリー（西乃砂恵）
- バーデン：エズモンド・ナイト（雨森雅司）
- ピーター：バートレット・マリン
- ミリー：パメラ・グリーン

## 他作品での言及
マイク・パットンのバンド、ピーピング・トムおよび2006年にリリースされた同名のアルバムは、この作品の原題から取られている。
また、デヴィッド・フォスター・ウォレスの小説en:Infinite Jestの登場人物 Dr. James O. Incandenzaは自分の子供部屋の壁にこの映画のポスターを貼り、 大きくなってからも観客が殺されると錯覚するような映画を作ろうとしていることが描かれている。